# エコイ族
エコイ族（エコイぞく、Ekoi,Ikoi）は、ナイジェリアに住む西アフリカ黒人部族。イコイ族とも呼ばれる。仮面彫刻が有名。

## 居住地
ナイジェリア南部各地の熱帯林に住んでいる。表通りを挟んで、家が2列に並ぶ整った村を構成する。

## 生活
狩猟、漁業、交易によって生活している。主食はヤムイモ、トウモロコシ、豆類。